# Raffaele Serio
Raffaele Serio (Napoli, 14 aprile 1999) è un canottiere italiano.

## Biografia
Ai mondiali di Ottensheim 2019 ha vinto l'oro nel 2 senza pesi leggeri con Giuseppe Di Mare, precedendo sul podio, le imbarcazioni russa di Nikita Bolozin e Maksim Telitcyn e brasiliana di Vangelys Pereira e Emanuel Borges.

## Palmarès
- Mondiali

Ottensheim 2019: oro nel 2 senza pesi leggeri;